# モントローズ・アベニュー駅
モントローズ・アベニュー駅（Montrose Avenue）はブルックリン区イーストウィリアムズバーグのモントローズ・アベニュー - ブッシュウィック・アベニュー交差点にあるニューヨーク市地下鉄BMTカナーシー線の駅で、終日L系統が停車する。

## 駅構造
| G          | 地上階                       | 出入口                                                                   |
| M          | 改札階                       | 改札口、駅員室、メトロカード/OMNY自動販売機                              |
| P ホーム階 | 相対式ホーム、右側ドアが開く | 相対式ホーム、右側ドアが開く                                             |
| P ホーム階 | 北行線                       | ← 8番街駅ゆき（グランド・ストリート駅）                                  |
| P ホーム階 | 南行線                       | → カナーシー-ロッカウェイ・パークウェイ駅ゆき（モルガン・アベニュー駅）→ |
| P ホーム階 | 相対式ホーム、右側ドアが開く |                                                                          |

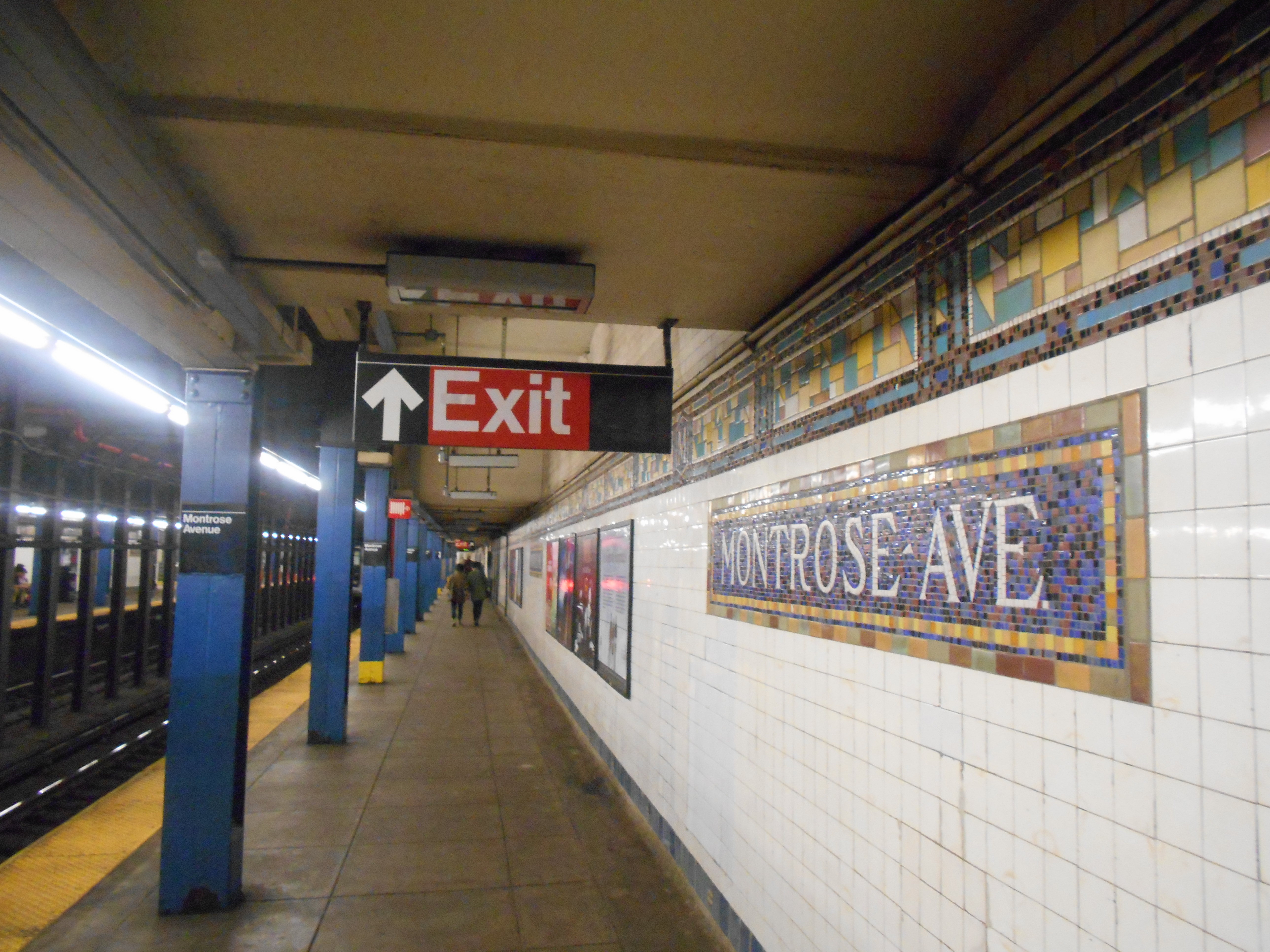
ホーム

モントローズ・アベニュー駅はデュアル・コントラクトによりマンハッタンの6番街駅から東へ向かって建設されたBMTカナーシー線の初期開業区間の東端駅として1924年9月21日に開業した。当時はカナーシー線モントローズ・アベニュー駅 -ブロードウェイ・ジャンクション駅間は地下線ではなく高架線として計画されていた。
モントローズ・アベニュー駅は相対式ホーム2面2線の地下駅である。ホーム壁面にはタイルモザイクの帯と駅名標が設けられている。絶妙にカットされた鮮やかなスカイブルー、セルリアンブルー、ローズ、黄色、メイズおよび白の磁器タイルが黒、ラズベリー、グレイッシュラベンダーの背景にはめ込まれている。この帯には六角形に "M" と書いた銘板が等間隔で配されており、青の細帯が上端・下端にあしらわれている。ホームには青く塗られた I 形鋼の柱が等間隔で並び、1本おきにニューヨーク市地下鉄で標準的な黒地に白でレタリングした駅名標が取り付けられている。
マンハッタン方面ホームには放棄された坂路があり、地上に繋がっている。これは1920年代にAB標準車の搬入出に用いられたもので、列車前面から見ることができる。カナーシー方面ホームの下には線路に下りる小さな階段があり、ホームが延長されたことの痕跡を留めている。

### 出入口
メザニンは線路中央の上に設けられている。各ホームから階段を上がると待合所兼ホーム間連絡通路があり、自動改札機が設けられている。改札の外にはトークン・ブースと2本の階段があり、モントローズ・アベニューとブッシュウィック・アベニューの交差点北西および南西に出ることができる。